# Вембах
Вембах (нім. Wembach) — громада в Німеччині, знаходиться в землі Баден-Вюртемберг. Підпорядковується адміністративному округу Фрайбург. Входить до складу району Леррах.
Площа — 1,80 км2. Населення становить 335 ос. (станом на 31 грудня 2020).